# Atelopus arsyecue
Atelopus arsyecue é uma espécie de sapo da família Bufonidae. Ele é endêmico na Colômbia. Seu habitat natural são as florestas úmidas de montanha tropicais e subtropicais, matagal em altitudes elevadas e rios. Está ameaçado pela perda de seu habitat.